# Adam Kinzinger
Adam Daniel Kinzinger, född 27 februari 1978 i Kankakee i Illinois, är en amerikansk republikansk politiker. Han är ledamot av USA:s representanthus sedan 2011. Den 29 oktober 2021 meddelade Kinzinger att han inte skulle kandidera till kongressen 2022.
Kinzinger utexaminerades 2000 från Illinois State University och tjänstgjorde sedan i USA:s flygvapen. I mellanårsvalet i USA 2010 besegrade Kinzinger sittande kongressledamoten Debbie Halvorson.
Den 9 april 2021 krävde Kinzinger att Matt Gaetz skulle avgå medan han utreddes på anklagelser om sexhandel.
I februari 2020 gifte sig Kinzinger med Sofia Boza-Holman.